# 道林鎮
道林鎮（どうりんちん）は中華人民共和国湖南省長沙市寧郷市の鎮。

## 行政区画
- 道林社区
- 蟠竜村
- 清石村
- 天石村
- 華鑫市村
- 鑫星村
- 善山嶺村
- 壠楓村
- 啓仁村
- 燒湯河村
- 河清村
- 富豪村
- 靳水村
- 金華村
- 奇石村

## 歴史
明代崇禎年間の『長沙府志』に「道林市、県南七十里、通湘潭大路、原有公館鋪遞。」と記されている。
清代の『寧郷県志』に「道林、宋処士謝英隠居于此、卒即葬焉。以英抱道、名道林」と記録されている。
日中戦争中、道林鎮は人々の避難所になっていた。

## 経済

### 名物・特産品
- 耐火粘土

## 地理
道林鎮は寧郷市の東部に位置し、北は蓮花鎮と、東及び南東は含浦鎮、響塘郷と、西は花明楼鎮、大屯営鎮とそれぞれ接している。
- 河川：靳江（靳水）、古称「瓦官水口」。

- 山
  - 石柱山
  - 麒麟山：清代の『寧郷県志』に「石柱山四周岩石林立、石柱山高聳其間、山形如台、方高両丈有余、頂寬平数丈、腰裂縫隙、有搖搖欲墜之勢、臨柱頂却有鑒定不可動搖之感」と記されている[2]。

## 教育
- 初中：道林中学、善山嶺中学

## 交通
- 高速道路：長韶婁高速道路（道林料金所）、岳臨高速道路（道林SA）
- 県道：X081、X087、X088、X089
- 郷道：南東公路、南横公路、道善公路

### 橋
- 焼湯河大橋（石霊橋）

## 観光
- 靳尚の墓
- 謝英の墓
- 周達武大将軍墓

## 出身有名人
- 謝英：南宋の文人
- 周達武：湘軍の将
- 李澤厚：美学者
- 魯実先：歴史学者
- 蒋沛昌：科学家
- 魯敢：起業家
- 魯滌平：政治家
- 楊達章：解放軍西安政院政委、将軍